# Petra Martić
Petra Martić (pronúncia croata: [pêtra mâːrtitɕ]; nascida em 19 de janeiro de 1991) é uma tenista profissional croata. 
Martić tem a melhor classificação de sua carreira de simples, número 14 do mundo, alcançada em janeiro de 2020. Martić ganhou dois títulos de simples no WTA Tour, um torneio de simples e um de duplas no WTA Challenger Tour, além de sete títulos de simples e seis de duplas no o Circuito Feminino da ITF.

## Vida pregressa e pessoal
Petra Martić nasceu em Split, Iugoslávia, filha de Nenad (pai) e Sandra (mãe). Ela cresceu na aldeia de Duće [en], a 30 km de Split, e mudou-se para Split aos 10 anos. Seu pai morreu em um acidente de carro quando Petra tinha cinco anos. Petra é citada dizendo que sua mãe é uma heroína para ela por conseguir passar por tudo isso e criar Petra sozinha, e que isso a motiva a se destacar no tênis e trazer alegria para sua família.

## Destaques na carreira

### 2006–2009: Início de carreira
O melhor resultado em sua carreira júnior foram as quartas de final do US Open de 2006. Em 2007, ela jogou sua primeira partida de chave principal do WTA Tour como "wild card" no Miami Open, perdendo na primeira rodada para a russa Alina Jidkova [en] em jogo de três sets. Em 2008, Martić venceu o Zagreb Open [en] no Circuito ITF, derrotando Yvonne Meusburger, e depois chegou às quartas de final do evento da WTA, Slovenia Open, perdendo para Julia Görges.
Ela se qualificou para o Aberto da França de 2009 e perdeu na segunda rodada para a canadense de 21 anos, Aleksandra Wozniak, número 24 do mundo em sets diretos. Ela então chegou a outras quartas de final do Portorož Open, perdendo para a defensora do título, quinta "cabeça de chave" e eventual vice-campeã, Sara Errani. Em setembro de 2009, aos 18 anos e 8 meses, Martić entrou no Top 100 pela primeira vez (a classificação de final de ano foi a 82ª).

### 2022: Retorno ao Top 50, segundo título de simples do WTA Tour
Martić ao lado de Shelby Rogers no Australian Open, foram derrotadas novamente nas quartas de final. Depois de duas derrotas consecutivas na primeira rodada, Martić conquistou sua primeira vitória no WTA Tour da temporada contra a número 104 do mundo, Kamilla Rakhimova, no St. Petersburg Ladies' Trophy, em fevereiro.
Martić se recuperou no Indian Wells Open, onde obteve quatro vitórias consecutivas (três contra os 30 melhores jogadores) para chegar às quartas de final, onde perdeu para Simona Halep. Em Roma, ela derrotou a número 5 do mundo, Anett Kontaveit, na segunda rodada, conquistando sua primeira vitória entre as 5 primeiras desde o Aberto da França de 2019.
Martić também alcançou sua terceira quarta rodada em Wimbledon, derrotando a número 9 do mundo, Jessica Pegula, e perdendo para a eventual campeã, Elena Rybakina, em sets diretos. Em julho, ela conquistou seu segundo título de simples WTA da carreira no Ladies Open Lausanne, derrotando a número 13 do mundo Belinda Bencic, nas quartas de final, Caroline Garcia na semifinal e a vinda da qualificatória Olga Danilovic na final.
No US Open, Martić chegou à terceira rodada ao derrotar a quarta "cabeça de chave" Paula Badosa, em três sets, antes de perder para Victoria Azarenka. No Pan Pacific Open, em setembro, ela derrotou a sexta "cabeça de chave" Karolina Pliskova, antes de perder para a número 28 do mundo, Zhang Shuai, nas quartas de final.

### 2023: Retorno ao top 30, mais uma quartas de final em Madrid
No Madrid Open, Martić alcançou sua segunda quartas de final neste torneio, derrotando a 11ª "cabeça de chave" Barbora Krejčíková. Como resultado, ela voltou ao Top 30.

### 2024
Martić começou o ano participando do ASB Classic no qual, como cabeça de chave N° 7, venceu Rebeka Masarova [en] na primeira rodada em jogo de três sets, Yue Yuan na segunda em sets diretos e perdeu nas quartas de final para a cabeça de chave N° 4 Emma Navarro também em sets diretos. Depois disso, partiu para o Australian Open, no qual perdeu na primeira rodada para Ajla Tomljanovic em jogo de três sets.
Prosseguindo sua campanha em quadras duras, agora na Europa, Martić participou do Upper Austria Ladies Linz, onde, como "cabeça de chave" N° 8, perdeu para Kateřina Siniaková na primeira rodada em jogo de três sets. Prosseguindo sua campanha em quadras duras, agora no Oriente Médio, Martić participou do Qatar Ladies Open, onde venceu Arantxa Rus na primeira rodada em jogo de três sets e perdeu para Naomi Osaka na segunda em sets diretos. No Dubai Championships ela venceu Caroline Dolehide na primeira rodada em sets diretos e perdeu para Magdalena Frech na segunda em jogo de três sets. No giro americano, ela não passou da primeira rodada nem em Indian Wells nem em Miami.
Martić deu início à temporada em quadras de saibro ainda nos Estados Unidos, no Charleston Open no qual, perdeu para Magda Linette na primeira rodada em sets diretos. No Aberto de Roma, ela perdeu para Mayar Sherif na primeira rodada em sets diretos. Já no Aberto da França, venceu a "wild card" local, Kristina Mladenovic, na primeira rodada em sets diretos, mas perdeu na segunda para a cabeça de chave N° 25, Elise Mertens, também em sets diretos. Logo em seguida, no Makarska Open, chegou às semifinais, onde perdeu para a eventual vice-campeã, Mayar Sherif, em jogo de três sets.
Martić começou a temporada em quadras de grama tentando o Rothesay International, no qual, depois de passar pela qualificatória, perdeu na primeira rodada para Katie Boulter, em sets diretos. Em seguida, participou do Torneio de Wimbledon, no qual venceu a "wild card" local Francesca Jones [en], na primeira rodada em jogo de três sets, mas em seguida, enfrentou a primeira do ranking, Iga Swiatek, jogo que perdeu em sets diretos.

## Finais WTA

### Simples: 1 (1 vice)
| Campeã – Legenda                             |
| -------------------------------------------- |
| Grand Slam (0–0)                             |
| WTA Tour (0–0)                               |
| Tier I / Premier Mandatory & Premier 5 (0–0) |
| Tier II / Premier (0–0)                      |
| Tier III, IV & V / International (0–1)       |

| Status | N° | Data     | Torneio                               | Piso     | Oponente     | Placar             |
| ------ | -- | -------- | ------------------------------------- | -------- | ------------ | ------------------ |
| Perdeu | 1. | Mar 2012 | Malaysian Open, Kuala Lumpur, Malásia | Duro (i) | Hsieh Su-wei | 6–2, 5–7, 1–4 ret. |

### Duplas: 3 (3 vices)
| Campeã – Legenda                             |
| -------------------------------------------- |
| Grand Slam (0–0)                             |
| WTA Tour (0–0)                               |
| Tier I / Premier Mandatory & Premier 5 (0–0) |
| Tier II / Premier (0–1)                      |
| Tier III, IV & V / International (0–2)       |

| Status | N° | Data     | Torneio                                                       | Piso     | Parceira            | Oponentes                 | Placar                |
| ------ | -- | -------- | ------------------------------------------------------------- | -------- | ------------------- | ------------------------- | --------------------- |
| Perdeu | 1. | Fev 2012 | Open GDF Suez, Paris, França                                  | Duro (i) | Anna-Lena Grönefeld | Liezel Huber Lisa Raymond | 6–7(3–7), 1–6         |
| Perdeu | 2. | Jun 2012 | Gastein Ladies, Bad Gastein, Áustria                          | Saibro   | Anna-Lena Grönefeld | Jill Craybas Julia Görges | 7–6(7–4), 4–6, [9–11] |
| Perdeu | 3. | Abr 2013 | Grand Prix SAR La Princesse Lalla Meryem, Marrakesh, Marrocos | Saibro   | Kristina Mladenovic | Tímea Babos Mandy Minella | 3–6, 1–6              |